# Praça da Sé
Praça da Sé är ett offentligt parkområde i centrala Sao Paulo, Brasilien. 

## Historik

### Renoveringen 2006
Under 2006 gjordes en upprustning i parkområdet. Dessa satsningar och renoveringar blev dock kritiserade av föreningar som jobbade för hemlösa.